# Broad River (Caroline)
La Broad River est une rivière américaine de 241 km de long qui est une des deux rivières qui forment la Congaree. Elle coule dans les États de Caroline du Nord et de Caroline du Sud.

## Traduction
- (en) Cet article est partiellement ou en totalité issu de l’article de Wikipédia en anglais intitulé « Broad River (Carolinas) » (voir la liste des auteurs).